# Bugatti EB 218
A Bugatti EB 218 egy újkori Bugatti tanulmányautó, mely az EB 118-hoz hasonlóan már a Volkswagen-konszern égisze alatt készült. Az autó 1999-ben mutatkozott be a Genfi Autószalonon. Lényegében a 118-as kétajtós kupéból készült hatalmas limuzin változatról van szó, mely 18 hengeres W-elrendezésű motorjával, közel öt és fél méteres hosszával és három méteres tengelytávjával a legendás 1926-os Bugatti Royale-t idézi.